# Jeremiah Theus

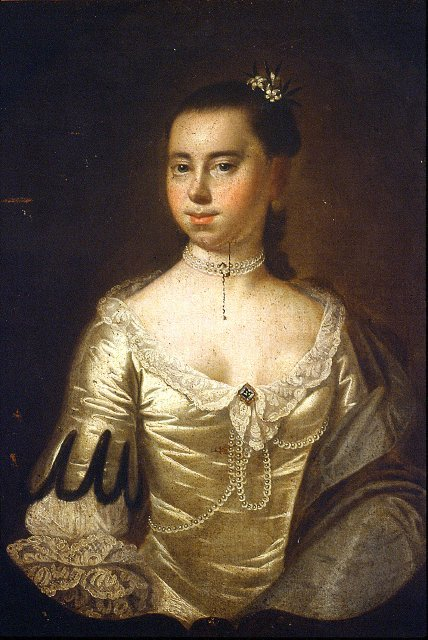
Jeremiah Theus: Mary Mazyck (1770). Gibbes Museum of Art

Jeremiah Theus (* 5. April 1716 in Chur, Graubünden, Schweiz; † 17. Mai 1774 in Charleston, South Carolina, Vereinigte Staaten) war ein schweizerisch-amerikanischer Porträt- und Miniaturenmaler. Er galt Mitte des 18. Jahrhunderts als der führende Künstler in Charleston, South Carolina. In seinem rund drei Jahrzehnte währenden Schaffenszeitraum entstanden zahlreiche Porträts von Angehörigen der örtlichen Oberschicht.

## Leben
Jeremiah Theus wurde 1716 in Chur als ältestes Kind von Simon (Simeon) Theus und Anna Walser Theus geboren. Er wanderte etwa 1735/36 im Alter von 19 Jahren mit seiner Familie nach South Carolina aus und ließ sich in der Orangeburgh Township nieder, wo sie Land erhielten. Ab 1740 war er in Charleston tätig, bezeichnete sich in Inseraten als „Limner“ und bot Porträts, Landschaftsgemälde, Wappenmalerei sowie dekorative Arbeiten an. Jeremiah Theus war auch bereit, auf Plantagen Porträts anzufertigen Im Jahr 1744 eröffnete er zudem eine Abendzeichnungsschule. Am 13. Januar 1741 heiratete er Cathrina Elizabeth Shaumlöffel (auch Shaumlefall), mit der er fünf Kinder hatte. Seine erste Frau starb 1754 bei der Geburt des sechsten Kindes. Ein Jahr später heiratete er die Witwe Eva Rosanna Hilt, mit der er vier weitere Kinder hatte. Im Jahr 1755 erwarb er ein Wohnhaus in Charleston, in dem er bis zu seinem Tod lebte.
Jeremiah Theus war im sozialen, religiösen und wirtschaftlichen Leben Charlestons aktiv, blieb fast ohne Konkurrenz als Porträtist und war materiell erfolgreich. Laut seinem Testament besaß er ein Haus, Grundstücke – darunter 80 Hektar Land in Orangeburg – sowie sieben Sklaven und Bargeld im Wert von mehreren tausend Pfund. Im Jahr 1774 wurde er in der „South-Carolina Gazette“ als „sehr begabter und ehrlicher Mann“ gewürdigt, der seit dreißig Jahren als Porträtmaler gearbeitet habe. Abgesehen von einer Reise nach Georgia im Jahr 1772 unternahm er keine weiteren bekannten Ausflüge außerhalb Charlestons. Heute sind seine Werke in vielen US-Museen wie dem Metropolitan Museum of Art, der National Gallery of Art und dem Smithsonian American Art Museum sowie in lokalen Sammlungen wie dem Gibbes Museum of Art vertreten.

## Werk

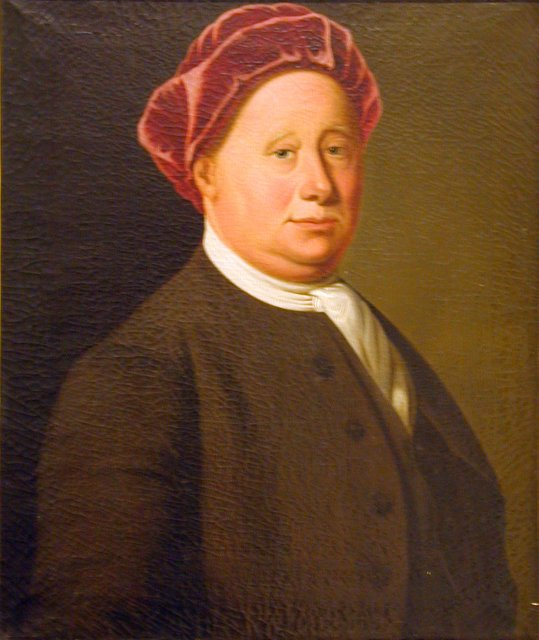
Jeremiah Theus: Elias Ball (1740). Gibbes Museum of Art.

Jeremiah Theus’ Porträts sind im frühen Rokoko-Stil gehalten und offensichtlich von englischen Mezzotinto-Vorlagen beeinflusst. Er übernahm die Posen sowie die Darstellung der Kleidung. Seine Figuren zeichnen sich durch eine nah an den Augen positionierte Kopfhaltung, lange Nasen, volle Lippen und Kinnpunkte aus. Oft wirkt das Gesicht idealisiert, während Kleidung und Schmuck mit großer Sorgfalt und Leuchtkraft gemalt sind. Die meisten Kompositionen sind Brustbilder oder Kopfporträts im ovalen Format. Nur wenige Bilder zeigen Dreiviertel- oder Ganzfiguren, wie das bekannte Porträt von Elizabeth Wragg Manigault aus dem Jahr 1757.
Neben Porträts malte Theus auch dekorative Werke wie Landschaften, Wappen und
Crests. Zudem arbeitete er an der Dekoration von Kirchen mit, beispielsweise bei der Vergoldung des Turms der St. Michael’s Episcopal Church in Charleston im Jahr 1756.